# Campionato balcanico maschile di pallacanestro 1976
Il 18º Campionato Balcanico Maschile di Pallacanestro, si è disputato a Burgas, in Bulgaria, tra il 19 e il 21 dicembre 1976.

## Risultati
|    | Nazionale  | G | V | P | PF  | PS  | Diff. |
| -- | ---------- | - | - | - | --- | --- | ----- |
| 1. | Jugoslavia | 3 | 3 | 0 | 274 | 226 | +48   |
| 2. | Bulgaria   | 3 | 2 | 1 | 275 | 258 | +17   |
| 3. | Grecia     | 3 | 1 | 2 | 212 | 238 | -26   |
| 4. | Romania    | 3 | 0 | 3 | 238 | 277 | -39   |

## Classifica finale
| -  | Paese      | Formazione |
| -- | ---------- | ---------- |
|    | Jugoslavia |            |
|    | Bulgaria   |            |
|    | Grecia     |            |
| 4. | Romania    |            |